# Бухта Трёх Святителей
Бухта Трёх Святителей (англ. Three Saints Bay) — небольшая бухта (14 км) на юго-восточной стороне острова Кадьяк, в 97 км к юго-западу от главного населённого пункта острова — города Кадьяк.
Бухта известна прежде всего тем, что в ней Григорием Шелиховым в 1784 основано первое постоянное русское поселение на Аляске — Гавань Трёх Святителей.
2 июня 1978 года бухта включена в список национальных исторических памятников Аляски и считается национальным историческим памятником США.

## Этимология
Бухта и поселение названы в честь флагманского судна экспедиции — «Три Святителя», который в свою очередь назван в честь трёх святителей: Василия Великого, Григория Богослова и Иоанна Златоуста.
Капитан Тебенков описывал в заметках залив Ляхик в бухте, что считают синонимами. Название Ляхик заимствовано из алеутского Liakik, что, вероятно, восходит к liak — канадская казарка или пара гусей.

## История
Несмотря на уже существующие береговые поселения побережья русской Аляски, предполагалось, что Бухта Трёх Святителей станет главным торговым поселением. Выбранное место не было удачным из-за крутых скалистых берегов и малой площадью прибрежной зоны для поселенцев. По описанию 1790 года здесь находились индейские хижины-бараборы на приблизительно 50 мужчин и чуть меньше женщин. После землетрясения и, вероятно, цунами в 1788 году распоряжением А. А. Баранова 1791 года поселение было перемещено в Павловскую гавань (современный Кадьяк).
В 1792 году на Кадьяке было ещё жестокое землетрясение, продолжавшееся 18 часов. От оного все юрты обвалились и несколько каменных скал обрушилось. Шедшее в то время с моря в Трёх-Святительскую гавань судно встретило сильную бурю и много потерпело от необыкновенного и весьма неправильного волнения.
Местность до середины XIX века использовалась как гавань малой значимости, после чего была перенесена на 2 км дальше.
Сегодня на месте поселения сохранились остатки фундаментов, огородов, кладбище располагалось на юго-востоке. Археологические раскопки показали, что поселение построили на месте индейской деревни, датируемой 100 годом до н. э.